# Miljenko Domijan
Miljenko Domijan (1946, Rab – 15. března 2025 Zadar) byl chorvatský historik umění, konzervátor, intelektuál a fotograf v oblasti ochrany chorvatského kulturního dědictví.

## Vzdělání a kariéra
Po základním vzdělání v rodném Rabu vystudoval průmyslovou školu stavební, katedru architektury v Rijece. Vystudoval výtvarné umění na Pedagogické akademii v Rijece v roce 1967 a poté studoval dějiny umění a filozofii na Filosofické fakultě v Zadaru.
Svou profesionální kariéru zahájil v roce 1968 jako externí spolupracovník Ústavu ochrany kulturních památek a po promoci v roce 1972 se stal koncipovaným konzervátorem. Po dokončení odborného studia v oblasti ochrany architektonického dědictví na ICCROM v Římě v roce 1976 převzal funkci ředitele Ústavu ochrany kulturních památek v Zadaru. Počátkem 90. let se stal hlavním konzervátorem na Státní správě ochrany kulturních a přírodních památek a později na Ministerstvu kultury Chorvatské republiky.

## Konzervační práce
Domijanova odborná práce zahrnovala četné ochranářské zásahy po celém Chorvatsku. Zvláště se vyznamenal během Chorvatské války za nezávislost organizováním evakuace a skladování neocenitelného sakrálního movitého dědictví v oblasti Zadarské arcidiecéze a fyzickou ochranou architektonických památek. Vedl restaurování řady významných architektonických památek v Zadaru a ve vnitrozemí.
Aktivně se podílel na obnově kulturního dědictví od Dubrovníku po Vukovar. V Dubrovníku vedl Odborný poradní výbor se zástupci UNESCO a v Šibeniku vedl Výbor pro obnovu dómu katedrály svatého Jakuba. Podílel se na odborné obnově kulturního dědictví Podunají, zejména ve Vukovaru a Iloku.
Domijan vedl několik let podvodní archeologické výzkumné kampaně a jedním z nejdůležitějších výsledků jeho práce byla koordinace restaurování a muzejnictví starověké bronzové sochy Apoxyomena ve městě Mali Lošinj.

## Výstavní činnost
Podílel se na organizaci mnoha výstav chorvatského kulturního dědictví, mezi nimiž vynikají:
- Výstava zadarského sakrálního dědictví „Nádhera zadarských pokladů“ v galerii Klovićevi dvori (1990)
- " Chorvati - náboženství, kultura a umění" ve Vatikánských muzeích
- Čtyři významné výstavy ve Francii : výstava o královské rodině Angevinů v benediktinském opatství Fontevraud, výstava chorvatské renesance ve francouzském renesančním muzeu na zámku Écouen, výstava chorvatského sakrálního středověku v muzeu Cluny v Paříži a výstava Apoxyomenos v Louvru[3]

## Publikace
Publikoval řadu odborných textů a článků z oblasti umění. Mezi významnější díla patří:
- Monografie dějin umění " Ráb, město umění" (2001)
- Katalog výstavy fotografií „Od oka k srdci“ (2020)
- Monografie "Armenia sacra - Pouť k sakrální architektuře", která propojuje historii Arménie, sakrální architekturu a fotografii[4]

## Ocenění a uznání
Získal řadu ocenění:
- Dekorace Chorvatské republiky: Řád chorvatské denní hvězdy s podobiznou Marko Marulić (1996)
- Cena za kulturu Slobodna Dalmacija
- Italská státní cena Pasquale Rotondi (1997)
- Výroční cena ministerstva kultury „Vicko Andrić“ (2004)
- Cena Europa Nostra (2006)
- Dubrovnická cena (2009)
- Cena okresu Zadar za celoživotní dílo (2011)
- Výroční cena „HAZU“ v oblasti výtvarného umění za zachování chorvatského kulturního dědictví (2011)
- Cena ministerstva kultury "Vicko Andriće" za celoživotní dílo (2012)
- Dekorace řádu sv. Sava druhého řádu Svatého synodu Srbské pravoslavné církve (2016)
- Dekorace prezidenta Chorvatské republiky: Řád prince Branimira (2016)
- Cena města Zadar za celoživotní dílo (2017)

## Osobní zájmy a práce
Miljenko Domijan vedle své profesionální práce v oblasti konzervace a uchování dědictví pěstoval také výtvarný projev prostřednictvím fotografie a kresby. Jeho výstava „Putorisi“ na konci září 2024 v Galerii Rab představila kresby s motivy Rabu, Avignonu, Benátek a dalších lokalit, které zhotovil různými technikami.
Domijan po své formální kariéře nikdy skutečně neodešel do důchodu a pokračoval ve výzkumu, objevování a dokumentování kulturního dědictví. Pár měsíců před svou smrtí daroval rodnému Rabu vzácný relikviář k uložení ostatků svatého Marina, který byl díky jeho výzkumu znovu objeven.